# Ikpoto Eseme
Ikpoto Eseme (ur. 25 maja 1955) – nigeryjski lekkoatleta, sprinter, mistrz Afryki i igrzysk Wspólnoty Narodów, olimpijczyk.

## Kariera sportowa
Zdobył złoty medal w sztafecie 4 × 100 metrów (w składzie: Lawrence Adegbehingbe, Iziaq Adeyanju, Samson Oyeledun i Eseme), a także odpadł w półfinale biegu na 200 metrów i ćwierćfinale biegu na 100 metrów na igrzyskach Wspólnoty narodów w 1982 w Edynburgu. Odpadł w półfinale biegu sztafetowego 4 × 100 metrów na mistrzostwach świata w 1983 w Helsinkach i na igrzyskach olimpijskich w 1984 w Los Angeles.
Zwyciężył w sztafecie 4 × 100 metrów, zdobył srebrny medal w biegu na 200 metrów i brązowy medal w biegu na 100 metrów na mistrzostwach Afryki w 1984 w Rabacie. Na kolejnych mistrzostwach Afryki w 1985 w Lagos ponownie zdobył złoty medal w sztafecie 4 × 100 metrów. Zajął 7. miejsce w tej konkurencji w zawodach pucharu świata w 1985 w Canberze, a także 7. miejsce w biegu na 200 metrów na uniwersjadzie w 1985 w Kobe.
Zdobył brązowy medal w biegu na 200 metrów na igrzyskach afrykańskich w 1987 w Nairobi. 
Był mistrzem Nigerii w biegu na 200 metrów w 1987.

## Rekordy życiowe
Eseme miał następujące rekordy życiowe:
- bieg na 100 metrów – 10,42 s (11 czerwca 1984, Rehlingen)
- bieg na 200 metrów – 20,90 s (6 lipca 1984, Hengelo)